# Archernis polynesiae
Archernis polynesiae is een vlinder van de familie van de grasmotten (Crambidae). De wetenschappelijke naam van deze soort is voor het eerst voorgesteld door Navneet Singh en Richard Mally in een publicatie uit 2022.
De soort komt voor in Frans Polynesië (Genootschapseilanden).